# Rour
Rour (německy Rur, nizozemsky Roer) je řeka v Belgii (Lutych), v Německu (Severní Porýní-Vestfálsko) a v Nizozemsku (Limburk). Má délku 208 km. Plocha povodí činí 2500 km².

## Průběh toku
Pramení na bažinaté náhorní plošině Hautes Fagnes v Belgii. Na horním a středním toku teče v zalesněné dolině. Vytváří zde hluboce členěné meandry, když protéká národním parkem Eifel. Na dolním toku je řeka regulována hrázemi. Vlévá se zprava do Mázy. Hlavní přítoky jsou Urft, Inde, Wurm.

## Vodní režim
Maximálních stavů dosahuje v zimě a na jaře.

## Využití
Vodní doprava není možná. Na řece leží města Malmedy (Belgie), Monschau, Simmerath, Heimbach, Nideggen, Kreuzau, Düren, Jülich, Linnich, Hückelhoven, Heinsberg, Wassenberg (Německo), Roerdalen, Roermond (Nizozemsko).